# 12373 Lancearmstrong
Tiểu hành tinh 12373 Lancearmstrong là một tiểu hành tinh Vành đai chính được Charles de Saint-Aignan ở Đài thiên văn Lowell phát hiện, khi kiểm tra các tấm phim chụp tại Palomar. Nó được đặt theo tên của vận động viên đua xe đạp người Mỹ là Lance Armstrong.

## Biểu đồ quỹ đạo
Biểu đồ quỹ đạo này do JPL Small-Body Database Browser giả lập
Tập tin:Lancearmstrong Orbit.jpg